# Ken Ring & BB Inc Kaddo Presents: Soundclap Vol. 4
Ken Ring & BB Inc Kaddo Presents: Soundclap Vol. 4 utkom 2005 och är det fjärde mixtapet i Soundclapserien som släpps av Ken Ring & BB Inc Kaddo.

## Spårlista
1. "Intro"
2. Dre Robinson feat. Mobb Deep - "Get Right"
3. Cassidy feat. Mary J. Blige - "I'm A Hustla (Remix)"
4. Jae Millz - "Who"
5. Ol' Dirty Bastard feat. Black Rob - "High in the Clouds"
6. Clipse feat. Pharrel - "Stuntin' Tall"
7. Jadakiss - "50 Cent Diss"
8. Fat Joe - "My Fofo"
9. Tony Yayo feat. 50 Cent - "I Run New York"
10. Medina - "Exclusive"
11. 50 Cent feat. Olivia - "Candy Shop (Reggaeton Remix)"
12. G-Unit feat. The Game & Mary J. Blige - "Hate It Or Love It (Remix)"
13. Stevie Wonder - "So What the Fuss"
14. Prominent - "Let's Talk It Over"
15. Kanye West - "Diamonds (From Sierra Leone)"
16. Fat Joe - "Get Up"
17. DNA - "Backa"
18. Ali (Oslo) - "Exclusive"
19. Akon - "Mr. Lonely"